# Jelcz M101I
Jelcz M101I – autobus miejski klasy midi produkowany w latach 2001-2008 przez firmę Jelcz w Jelczu-Laskowicach.

## Opis autobusu
Ten 10-metrowy autobus niskowejściowy (posiadający niską podłogę tylko przy drzwiach wejściowych) zdolny jest pomieścić 76 osób, w tym 24 na miejscach siedzących. Posiada sterowane pneumatycznie drzwi w układzie 1-2-0 (na życzenie klienta montowane były także drzwi w układzie 1-2-1, które mają o 2 miejsca siedzące mniej), z czego pierwsze otwierane są na zewnątrz.

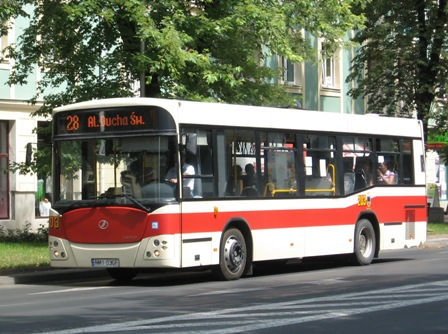
M101 w MKS Mielec

## Historia modelu
Autobus Jelcz M101I stanowi skróconą o 2 metry wersję autobusu rodziny M121x. Zaprezentowany został po raz pierwszy w 2000 roku jako uzupełnienie oferty firmy. W stosunku do swojego starszego brata posiadał całkowicie nową ścianę przednią oraz tylną (która w późniejszych latach została zastosowana w innych modelach) oraz przednie drzwi jednopłatowe. Pojazd ten został wyposażony we włoski silnik Iveco 8060.45 o mocy maksymalnej 152 kW (207 KM) oraz 3-biegową skrzynię automatyczną Voith D851.3.
Pierwszy egzemplarz z 2000 roku trafił do firmy Meteor Jaworzno. Autobus ten został wprowadzony do produkcji w 2001 roku.

W początkowym okresie dopuszczano również możliwość zamówienia tego pojazdu z silnikiem MAN D0826LUH12 (oznaczenie M101M), jednak wersja z tym silnikiem nie doczekała się zamówień i nie wyprodukowano nawet jednego egzemplarza. 
W 2003 roku pojawiły się pierwsze zmiany. Pojazd zaczęto wyposażać w silnik Iveco F4AE0682C o mocy maksymalnej 176 kW (239 KM) spełniający normę Euro-3.
W 2004 roku do oferty dołączył również model z dodatkowymi trzecimi drzwiami na tylnym zwisie (układ drzwi: 1-2-1) oraz z manualną 6-biegową skrzynią typu ZF 6S-700BO.
W październiku 2006 roku w związku z wejściem w życie normy Euro-4 po raz kolejny zmieniono jednostkę napędową. Nowym silnikiem jest niezwykle mocny jak na tę klasę autobusów motor Iveco F4AE3682E o mocy maksymalnej 194 kW (264 KM).
W roku 2007, Jelcz M101 otrzymał wzorem Jelcza Mastero, wyrównaną linię okien.
W październiku 2008 roku ze względu na brak możliwości kontynuowania produkcji autobusów przez ZS Jelcz, zakończono produkcję tego modelu. Ostatnie 2 Salusy wyprodukowane pod koniec 2008 roku, dostarczone zostały do MZK Kutno w kwietniu 2009 roku.
Łącznie wyprodukowano zaledwie 72 egzemplarze:
- 2000 - 1 sztuka
- 2001 - 3 sztuki
- 2002 - 5 sztuk
- 2003 - 8 sztuk
- 2004 - 14 sztuk
- 2005 - 8 sztuk
- 2006 - 18 sztuk
- 2007 - 10 sztuk
- 2008 - 5 sztuk